# Cá mập san hô Caribe
Cá mập san hô Caribe (Danh pháp khoa học: Carcharhinus perezi) là một loài thuộc cá mập Requiem trong họ Carcharhinidae. Nó được tìm thấy ở các vùng biển nhiệt đới phía tây Đại Tây Dương từ Florida đến Brazil, và là cá mập san hô thường gặp nhất trong biển Caribe. Với một cơ thể mạnh mẽ được sắp xếp hợp lý, điển hình trong các loài cá mập Requiem. Đặc trưng của chúng là có vây sẫm màu, phía sau gần đuôi có một vây lưng ngắn hơn so với vây lưng thứ nhất.
Có chiều dài lên tới 3 m (10 ft), cá mập san hô Caribe là một trong các động vật ăn thịt lớn nhất trong hệ sinh thái rạn san hô, thức ăn của chúng là các loại cá và mực. Chúng kiếm ăn tại các rạn san hô và nghỉ ngơi tại hang động, đáy biển. Giống như cá mập khác trong phân họ, chúng đẻ được từ 4 - sáu con mỗi năm. Cá mập san hô Caribe là một nguồn thủy sản cung cấp thịt, dầu gan cá, bột cá, nhưng gần đây nó đã trở nên có giá trị hơn như là một phần của những chuyến du lịch sinh thái hấp dẫn.

## Phân bố và môi trường sống

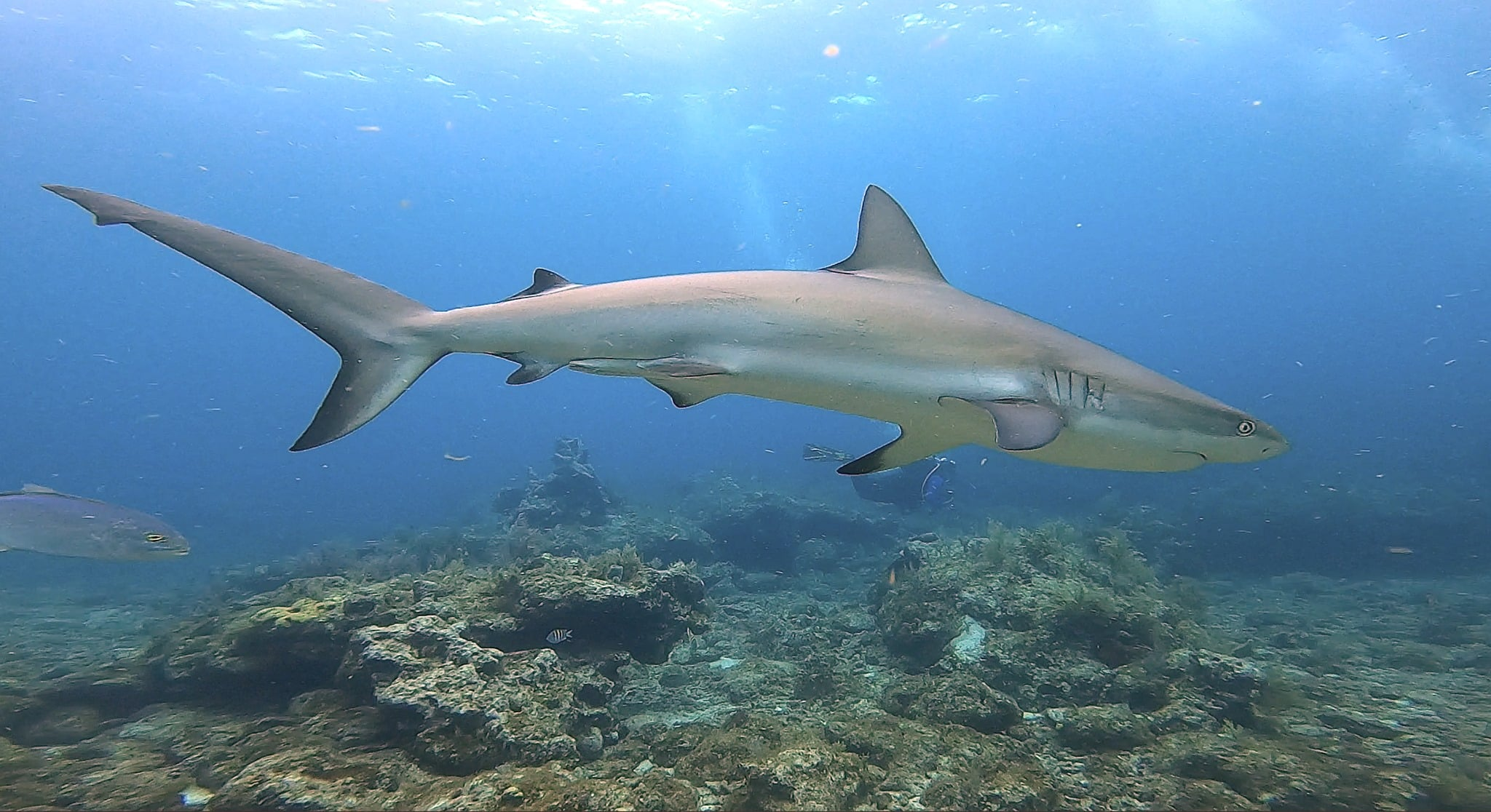
biển cá mập rạn san hô Caribbean

Cá mập san hô Caribe được tìm thấy ở khắp các vùng biển nhiệt đới phía tây Đại Tây Dương, từ Bắc Carolina ở phía Bắc tới Brazil ở phía Nam, bao gồm cả quần đảo Bermuda, phía bắc Vịnh Mexico và biển Caribe. Tuy nhiên, nó rất hiếm hoi ở phía Bắc Florida Keys. Chúng thích các vùng nước nông hoặc xung quanh các rạn san hô . Môi trường sống của cá mập san hô Caribe nhiều nhất ở tầng nước nông dưới 30 m (98 ft), nhưng chúng cũng được thấy ở độ sâu 378 m (1240 feet).